# Googlism
 (novembre 2009).
Si vous disposez d'ouvrages ou d'articles de référence ou si vous connaissez des sites web de qualité traitant du thème abordé ici, merci de compléter l'article en donnant les références utiles à sa vérifiabilité et en les liant à la section « Notes et références ».
Un googlism (néologisme anglais formé à partir de la marque « Google », à laquelle a été adjoint le suffixe « –ism ») — parfois traduit en français par le calque googlisme (idem avec « –isme ») — est le fait de définir une chose en analysant les résultats qu'elle suscite sur Google.
L'idée est de savoir ce qu'en « pense » le moteur de recherche, ou plus précisément ce qu'en pensent les rédacteurs des pages qu'il référence.
Concrètement, il s'agit de considérer une chaîne de caractères désignant la chose à définir (un ou plusieurs mots), de la soumettre comme requête à Google, et de recenser les différentes manières dont elle est utilisée par les résultats qu'il retourne.

## Site web
Le site web Googlism.com propose une interface permettant d'automatiser cette analyse. Ouvert en septembre 2002, s'appuyant sur la version anglaise du moteur de recherche, il a été imaginé par Paul Cherry, et conçu par Chris Morton, qui n'ont aucun lien avec la compagnie Google. Du fait de sa popularité croissante, il a fini par solliciter si intensément les serveurs de Google, que les programmeurs de ce dernier ont mis en place à partir de janvier 2004 des mesures empêchant le site de lui soumettre des requêtes. Depuis lors, les mises à jour sont impossibles, et le site ne peut plus retourner que les définitions correspondant aux données reçues avant cette date.
Les résultats sont parfois pertinents. Par exemple une recherche pour « Wikipedia » donnera entre autres :
- wikipedia is not a dictionary
- wikipedia is an encyclopedia written as a wiki
- wikipedia is to create an online encyclopedia that is open to contributors all across the internet
- wikipedia is a collaborative project to produce a complete encyclopedia from scratch
- wikipedia is a web site where volunteers are striving to create a free online encyclopedia that is built by consensual collaboration
- wikipedia is a massively collaborative effort to create an open content encyclopedia using the gnu free documentation license

On relèvera également des entrées qui tiennent de l'opinion :
- wikipedia is an ideal place to spend some time
- wikipedia is biased
- wikipedia is a great resource for all netizens
- wikipedia is progressing nicely

Pour d'autres requêtes en revanche, il arrive que les résultats soient peu pertinents, constituant ainsi une forme d'humour absurde.